# بیوه خاموشی
بیوه خاموشی (به انگلیسی: Widow of Silence) فیلمی به نویسندگی و کارگردانی پراوین مورچهال محصول سال ۲۰۱۸ هند است.

## داستان
در منطقه جنگ‌زده کشمیر، یک زن مسلمانِ نیمه‌بیوه (زنی که شوهرش ناپدید شده) به همراه دختر ۱۱ ساله و مادرشوهرش در یک بحران گرفتار می‌شوند؛ جایی که او در تلاش است گواهی مرگ شوهرش را از دولت بگیرد. حال او باید این قدرت را درون خود بیابد تا بتواند از این شرایط غیرقابل تصور و پوچ عبور کند. این موضوع باعث می‌شود زندگی مستحکمِ خانوادگی آن‌ها به یک هرج‌ومرج واقعی تبدیل شود.

## جشنواره جهانی فیلم فجر
این فیلم در بخش سینمای سعادت (مسابقه بین‌الملل) سی و هفتمین جشنواره جهانی فیلم فجر حضور داشت. این جشنواره از ۲۹ فروردین تا ۶ اردیبهشت ۱۳۹۸ در شهر تهران برگزار شد.